# Морли, Джулия
Джу́лия Мо́рли (англ. Julia Morley; родилась 25 октября 1939) — британская предпринимательница, филантроп и бывшая фотомодель. Она является председателем и директором Организации Мисс Мира, которая организовывает такие конкурсы как Мисс мира и Мистер Мира. Она является вдовой создателя «Мисс Мира», покойного Эрика Морли, который занимался организацией конкурса с момента его основания в 1951 году и до своей смерти в 2000 году.

## Жизнь и карьера
Джулия родилась в Лондоне, работала моделью и познакомилась с Эриком Морли, в то время директором Mecca Dancing, в танцевальном зале в Лидсе; пара поженилась в 1960 году. После смерти мужа в 2000 году она стала председателем конкурса «Мисс Мира».
В 1972 году, будучи председателем конкурса «Мисс Мира», она представила программу «Красота с целью», которая собирает деньги в поддержку больных и обездоленных детей.
Будучи председателем конкурса «Мисс Мира», она ввела программу «Красота с целью», которая собирает деньги в поддержку больных и обездоленных детей.В 2009 году Морли использовал открытие фестиваля «Мисс Мира» для запуска Международного детского фонда Variety с благотворительным ужином, который собрал более 400 000 долларов на проекты по питанию, образованию и медицине на Гаити.
Она была удостоена премии Приядаршини за свою кампанию «Спасите детей». В 2016 году Морли получил гуманитарную премию Variety